# Ерофеич
Ерофе́ич — старинная русская настойка (водка, настоянная на разных пахучих травах), которая получила распространение в домашних хозяйствах дворянских винокуров во времена крепостного права.

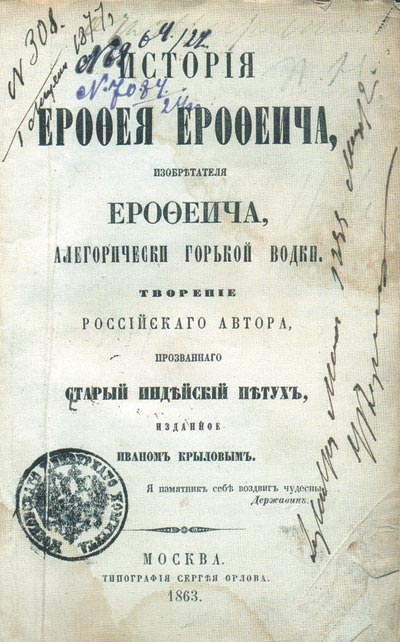
История Ерофея Ерофеича, изобретателя Ерофеича

Шомполов достаточно уж ублажил свои внутренности из графинчика,
содержащего в себе настойку, известную под именем ерофеича.М. Е. Салтыков-Щедрин // Невинные рассказы
Ерофей — растен. черный коровяк, Verbascum nigrum. Ерофеич, ерошка м., горькое вино, настойка, водка, настоянная травами.
Ерофейничать, ерошничать, пьянствовать. Ерофеич часом дружок, а другими вражок.
Пьёшь вино? Эва! А ерофеич? Толкуй ещё! Мне ничто ни почём: был бы ерофеич с калачём!Ерофей // Словарь В.И. Даля

## Предыстория ерофеича
С середины XVIII века привилегия производства крепких алкогольных напитков была закреплена за дворянством. Обладая большими финансовыми возможностями, дворяне могли позволить себе проводить различные эксперименты, совершенствуя оборудование и технологию производства алкогольных напитков. Модернизированные перегонные кубы позволяли получать очень крепкое (от 60° до 80°) хлебное вино. Экспериментируя с очисткой, ароматизацией и композицией различных алкогольных напитков, дворяне получали очень вкусные напитки, которые пили сами и угощали гостей.
После многократной и трудоемкой перегонки хлебного вина получали спирт крепостью до 80°. Приложив столько усилий для производства такого крепкого алкоголя, никто даже не помышлял о том, чтобы разбавить его водой. Это был готовый для употребления продукт, в который добавлялись различные пряности, травы и коренья, чтобы немного смягчить крепость.
Именно в этом заключалось главное отличие ерофеичей от водок того времени. Ерофеич был крепким (70—73°) неразбавленным зерновым дистиллятом, обладал сильным ароматом и тонким вкусом. В зависимости от использованных при перегонке ароматических добавок, цвет ерофеичей различался от прозрачного до тёмно-коричневого. Употребляли ерофеич в малых дозах (одна — две рюмки) перед обедом, в качестве аперитива. Закусывали жирными рыбными и мясными блюдами.
После каждой перегонки хлебное вино настаивалось на большом количестве разнообразных трав, кореньев, специй. В результате концентрация эфирных масел в конечном продукте была такой большой, что даже одна рюмка ерофеича вызывала обильное выделение пищеварительных соков, тем самым способствуя пищеварению. При этом из-за такой насыщенности эфирными маслами вкус у напитка был крайне неприятный, и выпить больше одной — двух рюмок ерофеича было трудно.

## Происхождение названия «ерофеич»
Существует несколько версий происхождения названия напитка ерофеич. Самая интересная из них — это легенда о русском цирюльнике по имени Ерофей, который несколько лет прожил в Китае в составе русской миссии. Этот самый цирюльник оказался очень любознательным, и в свободное от бритья бород время постигал секреты китайской медицины. После возвращения в 1767 году в Россию он вылечил от тяжёлой болезни графа Алексея Григорьевича Орлова, одного из первых генералов Екатерины II. Медики констатировали, что у 30-летнего графа очень сильно засорены печень и желчный пузырь и считали, что ему не прожить и двух недель.
После того, как в 1770 году граф Орлов сжёг весь турецкий флот у местечка Чесмы, Ерофей и его чудодейственная настойка на корне женьшеня и других травах получила широкую известность во всей России. Цирюльник Ерофей получил право производить свои спиртовые настойки для продажи, и в народе их сразу окрестили ерофеичами.
Стоит отметить, что при всей красивости этой легенды, цирюльник Ерофей не был изобретателем ерофеича. Подобные напитки производились задолго до его рождения, просто у них не было общего названия. Но тут подвернулся Ерофей, прославившийся тем, что вылечил графа, который затем потопил весь турецкий флот. Так появилось название.

## Исчезновение ерофеича
В течение последующих двух веков, вплоть до 1870-х годов, ерофеичи оставались элитными напитками, замечательно сочетающимися с разнообразными холодными закусками русского закусочного стола. Но к концу XIX века ерофеичи становятся большой редкостью из-за того, что для производства этого напитка требовались мастера высокой квалификации, большие трудозатраты, высокая стоимость исходного сырья — карлука. И всё это на фоне бурного развития промышленных способов производства алкогольных напитков. Уже к началу XX века старинные рецепты ручной выделки ерофеичей были забыты за ненадобностью.
В наше время технологии позволяют производить любые сорта ерофеичей. Однако, если раньше ерофеичи употребляли небольшими рюмочками, под жирную закуску перед обедом, чтобы стимулировать пищеварение, то в наши дни многие потребители не представляют себе такую странную манеру употребления алкоголя. Возможность восстановления рецепта ерофеича крайне мала.

## Ингредиенты
- водка — 2 л
- мята — 100 г
- анис — 80 г
- померанцевые орехи (истолченные) — 80 г.

Существуют и другие точки зрения на природу этого напитка. Вот что пишет краевед и кулинарный историк Максим Сырников:

«Ерофеич настаивался у меня с сентября. Ранней осенью собирал для него определенный вид зверобоя (H.perforatum), листья лесной земляники, малины…Всего — дюжина компонентов. За пять месяцев исчез травяной привкус и появился свой, с позволения сказать, букет…»

«Вот что я вам скажу, господа хорошие… Если кто-то вам предоставит точный рецепт „классического ерофеича“ — не верьте мошеннику! Даже если он назовет себя правнуком Елены Бурман-Молоховец, или пра-пра-правнуком самого цирюльника Ерофеича, вылечившего графа Алексея Орлова своими настойками. Нет такого рецепта! Похлебкин предположил, что на деле это была простая спиртовая настойка женьшеня, поскольку Ерофеич тот бывал в Китае. Вполне возможно… Но с тех пор на Руси ерофеичами называют спиртовые или водочные настойки трав и пряностей, без уточнения их состава и количества компонентов. То, что у русских классиков, от Загоскина до Ходасевича многократно упоминается под этой „маркой“ — плод фантазии конкретного изготовителя, винозаводчика, трактирщика, помещика или, наконец, домашней прислуги. Интересно, что в киноверсии „Барышни-крестьянки“…<>…Муромский-Куравлев говорит про некий „настоящий“ рецепт. Разумеется — у Пушкина ничего подобного нет, а рецепт тот продиктован из той же книги Молоховец, написанной спустя 70-80 лет… Мой ерофеич делается ежегодно из тех трав и пряностей, которые мне оказались по сердцу в конкретное время. И, на мой вкус — ошибок не бывает…<>…Нынешний мой ерофеич также включает в себя лимонную корку, семена аниса, кардамон. Остальное — именно дикорастущие травы».

я получил два письма на тему «Ерофеича». Первое от Льва Васильевича Успенского: 
…Языковеды установили, что водка настаивается на травке «Ерофей» — hypericum perforatum, которая иначе именуется «зверобой». Данные о том, что трава «Ерофей» есть именно «хиперикум перфоратум», можете получить у того же В. И. Даля, а вот что она есть одновременно и «зверобой», это я вычитал в справочнике «Федченко и Флёров, Флора Европейской России, С.-Петербург, издание А. Ф. Девриена, 1910».— Конецкий В.В. Морские сны. Будни 
Хотя у Даля Ерофеем называется растение Коровя́к чёрный (лат. Verbáscum nígrum).

## Старинный рецепт ерофеича

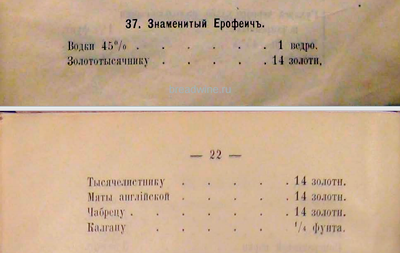
Рецепт-приготовления-ерофеича-из-книги-1898-г

Водки 45 % — 1 ведро (1 ведро = 12,3 л)
Золототысячнику — 14 золотн. (1 золотник = 4,2 г.)
Тысячелистнику — 14 золотн.
Мяты английской — 14 золотн.
Чабрецу — 14 золотн.
Калгану — 1/4 фунта (1 фунт = 400 г.)

## Способы настаивания ерофеича (и других водок, ликеров, наливок)
Для получения водки, ликёра, наливки существуют четыре способа, которыми возможно пользоваться для приготовления напитков у себя дома, а именно: 
1) посредством вытяжки через настаивание,
2) заготовлением сгущенных вытяжек, чтобы, когда нужно, прибавлять каплями в известной пропорции,
 3) с помощью эфирных масел и 
4) с помощью эссенций.
Для удобства приготовления каждому возможно будет приготовлять как кто пожелает, смотря по обстоятельствам, какие случиться могут, особенно в деревне, где нельзя помочь себе так скоро, как в городе, то есть купить готовый напиток. Если есть все необходимые материалы и позволяет к тому время, тогда можно, не спеша, приготовить что угодно и сколько угодно. Но может случиться и так, что нужно иметь в данное время, а готового напитка нет, тогда помочь себе наскоро и в несколько минут приготовить напиток помощью эфирных масел или помощью эссенций.